# Córrego Brandão
O Córrego Brandão é um córrego brasileiro que marca a divisa natural entre os municípios de Volta Redonda, Barra Mansa, Rio Claro e Piraí, todos na região sul do Rio de Janeiro. Nasce no município de Volta Redonda, no encontro do Córrego Serenon, que nasce no distrito de Getulândia, em Rio Claro, e do Córrego da Floresta, este vindo de Barra Mansa, após cerca de quatro quilômetros de percurso. Tem sua foz no Rio Paraíba do Sul, sendo portanto um afluente deste.
No percurso de pouco mais de dezesseis quilômetros em que faz a divisa entre Volta Redonda e Barra Mansa passa em meio à Área de Relevante Interesse Ecológico Floresta da Cicuta, região de preservação ambiental que é responsável por manter a qualidade de suas águas no trecho inicial deste córrego, bem como garantir a pesca esportiva por parte dos moradores lindeiros.
Nos trechos mais urbanos, tal córrego ainda recebe pequena quantidade de efluentes sanitários vindos de seus afluentes, os córregos Cachoeirinha e Cafuá, ainda que isto tenha se minimizado nos últimos anos com a construção de estações de tratamento de esgoto em Volta Redonda. No trecho predominantemente urbano desta cidade, o córrego ainda atravessa a Companhia Siderúrgica Nacional. Suas margens, ainda, sofreram retificação desde o final da divida com o município de Barra Mansa até seu desague no Rio Paraíba do Sul.